# Gestión de la calidad
El término gestión de calidad tiene significados específicos dentro de cada sector del negocio. Esta definición, que no apunta al aseguramiento de la buena calidad por la definición más general sino a garantizar que una organización o un producto sea consistente, tiene cuatro componentes:
1. Planeamiento de la calidad
2. Control de la calidad
3. Aseguramiento de la calidad
4. Mejoras en la calidad

La gestión de calidad se centra no solo en la calidad de un producto , servicio o la satisfacción de sus clientes, sino en los medios para obtenerla. Por lo tanto, la gestión de calidad utiliza al aseguramiento de la calidad y el control de los procesos para obtener una calidad más consistente.
La gestión de la calidad es un fenómeno que refleja una preocupación reciente.
Civilizaciones avanzadas que brindaban apoyo a las artes manuales permitían que los clientes eligieran bienes que se alineaban con estándares de calidad más altos que los bienes normales. En las sociedades en que las artes manuales eran la responsabilidad de un artesano maestro, estos lideraban su taller, entrenaba y supervisaba a los demás. La importancia del maestro artesano se redujo cuando se estableció la producción en masa y las prácticas del trabajo repetitivo. El objetivo se convirtió en producir a gran escala el mismo producto.
El primer partidario de esta corriente en Estados Unidos fue Eli Whitney quien propuso realizar partes (intercambiables) de manufactura para mosquetes, de esa manera se realizaban componentes idénticos que se montaban en línea.
El siguiente paso fue impulsado por varias personas, incluyendo a Frederick Winslow Taylor, un ingeniero mecánico que buscaba mejorar la eficiencia industrial. A veces es llamado "el padre de la organización científica de trabajo". Fue uno de los líderes intelectuales del Movimiento de la Eficiencia y en parte dejó las bases para la gestión de calidad, incluyendo aspectos como la estandarización y adoptar prácticas de mejora. Henry Ford también fue importante en la implementación de procesos y prácticas de gestión de calidad en sus líneas de montaje. En Alemania, Karl Friedrich Benz, muchas veces llamado el inventor del motor del automóvil, quería conseguir prácticas de producción y montaje similares, aunque las verdaderas producciones en masa se dieron en forma apropiada en Volkswagen después de la Segunda Guerra Mundial. Desde ese entonces se apuntó a producciones a bajo costo de mucha eficiencia.
Walter A. Shewhart realizó un gran paso en la evolución hacia la gestión de calidad al crear un método para el control de la calidad en manufactura usando métodos estadísticos, en el año 1924. Más tarde, W. Edwards Deming utilizó ese método en Estados Unidos durante la Segunda Guerra Mundial, mejorando la calidad de manufactura de municiones y otros productos estratégicamente importantes.
El liderazgo de la calidad, desde una perspectiva nacional, fue cambiando a lo largo de las décadas posteriores a la Segunda Guerra Mundial. Japón decidió que la mejora de la calidad debía ser un imperativo nacional como parte de la reconstrucción de su economía, y buscó el asesoramiento de Shewhart, Deming y Juran, entre otros. W. Edwards Deming abogó por las ideas de Shewhart en Japón desde 1950. Probablemente sea más conocido por su filosofía de administración de establecer posturas de la calidad, productividad y competitividad. Formuló 14 puntos de atención para gerentes, que son una abstracción muy alta de muchas de sus ideas. Los puntos deben ser interpretados luego de aprender y entender sus pensamientos. Los 14 puntos incluyen conceptos claves como:
- Romper las divisiones entre departamentos
- La gerencia debe aprender sus responsabilidades y asumir el liderazgo
- La supervisión debe estar para ayudar a las personas, y las máquinas y aparatos están como herramientas para ayudar a hacer un trabajo mejor.
- Mejorar en forma constante y para siempre los sistemas de producción y servicios.
- Instituir un programa fuerte de educación y mejora personal.

En los años 50 y 60, los productos japoneses eran sinónimos de baratijas de baja calidad, pero con el tiempo sus iniciativas empezaron a dar resultados exitosos, y Japón logró obtener altos niveles de calidad en sus productos desde los años 70. Por ejemplo, los automóviles japoneses encabezan las listas de satisfacción del cliente de J.D. Power. En la década de los 80's Ford Motor Company le pidió a Deming que trabajara en un sistema de calidad para ellos ya que se habían dado cuenta de que estaban por detrás de las manufacturas japonesas. Hubo muchas iniciativas japonesas de calidad exitosas, por ejemplo en las siguientes páginas: Genichi Taguchi, QFD, Sistema de producción Toyota. Muchos de estos métodos además de brindar técnicas, generan un cambio cultural asociado (es decir, factores humanos). Y están siendo adoptados por aquellos países occidentales que en un principio habían enseñado a Japón.
Los clientes reconocen que la calidad es un atributo importante en los productos y servicios. Los proveedores están de acuerdo que la calidad es un diferenciador importante entre sus ofertas y las de sus competidores (la diferencia de calidad se llama brecha de calidad). En las dos décadas pasadas esta brecha se redujo entre productos y servicios que competían. Esto se debió en parte a la terciarización de manufactura en países como India y China, y a la internacionalización del comercio y la competencia. Estos países, entre muchos otros, elevaron sus estándares de calidad con el objetivo de poder satisfacer los estándares internacionales y las demandas de los clientes. Las normas ISO 9000 son una serie de estándares que son más conocidas por establecer estándares internacionales en la gestión de la calidad.
Existe mucha bibliografía referida a la gestión de calidad. En los últimos tiempos, algunos temas han adquirido más protagonismo, sobre todo los referidos a cultura de calidad, la importancia del manejo del conocimiento, el rol del liderazgo para obtener altos niveles de calidad. Algunas disciplinas como los sistemas de pensamiento están logrando corrientes holísticas dentro de la calidad para que la gente, los procesos y productos se tengan en cuenta en forma conjunta en lugar de tratarse como factores independientes que hacen al sistema.
La influencia del pensamiento de calidad se ha extendido a aplicaciones no tradicionales fuera de las paredes de la manufactura, como son algunos sectores de servicios como Ventas, Mercadotecnia y Servicio de atención al cliente.
Para ver más detalles véase Historia de la calidad

### Modelos y Herramientas de Gestión deCalidad[4]
- ISO 9001: Es la norma internacional más utilizada para implementar sistemas de gestión de calidad. Establece requisitos para estandarizar procesos y garantizar calidad en la entrega de productos y servicios.
- Six Sigma (6σ): Metodología basada en datos y análisis estadísticos para reducir variaciones en los procesos y mejorar la calidad.
- Lean Manufacturing: Estrategia enfocada en eliminar desperdicios en los procesos para hacerlos más eficientes. Se usa mucho en la industria manufacturera.
- Ciclo de Deming (PDCA: Plan-Do-Check-Act): Método cíclico de mejora continua para evaluar y optimizar procesos.

## Calitividad
Un concepto que llama la atención y relacionado con la Gestión de la calidad, es la Calitividad, que une tanto a la calidad como la productividad.
Autores como John York en su libro “La calitividad: La mejora simultánea de la calidad y la productividad” o Joaquín Gairín Sallán, de la Universitat Autònoma de Barcelona, aportan sus teorías sobre este concepto.
En resumen, este concepto hace referencia a un nuevo sistema de producción de bienes y servicios, un sistema de conducta. Se trata de un sistema ágil y preciso en el que las empresas occidentales pueden hacer frente a nuevos desafíos y competir con las actuales exigencias del mercado.
Origen
Su origen es más antiguo, aunque es una nueva palabra, esta viene de una adaptación del sistema kaizen japonés redirigido a la cultura occidental.
Se trata de una fusión entre la visión y la filosofía que intenta abatir las barreras mentales de los directivos convencionales.
Funcionamiento
Su funcionamiento se basa en dos partes de gran importancia en este sistema.
- RECURSOS

Se implantan sistemas en los que los recursos no son derrochados
- GESTIÓN DE CONOCIMIENTOS Y CAMBIOS

Proyectar y reaccionar a tiempo, dar importancia a las necesidades de los consumidores, ser proactivos y concentrar los suficientes recursos de capital intelectual. Logrará que una empresa aumente su ciclo de vida organizacional.
Implica una nueva adopción de administrar, organizar y dirigir las empresas teniendo como base la innovación y participación constante.
Utilidad
Es un sistema para poder medir la eficiencia en el trabajo y el nivel de integración de la prevención y la calidad en las actuaciones de mandos y trabajadores. Se integra el desempeño de los trabajadores en Calidad, Productividad y Seguridad. A
Además se implanta una política retributiva que reconoce la contribución de los empleados a los objetivos marcados conjuntamente.

## Principios
Las normas internacionales para la gestión de calidad (ISO 9001:2008) adopta varios principios de gestión que pueden ser utilizados en las direcciones para guiar a las organizaciones a mejorar su desempeño. Los principios incluyen:

### Enfoque al Cliente
Como las organizaciones dependen de sus clientes, deben entender que las necesidades actuales y futuras del cliente, deben coincidir con los requisitos del cliente y deben intentar exceder sus expectativas. Una organización logra obtener el enfoque hacia el cliente cuando todos sus empleados conocen sus clientes internos y externos, así también como los requisitos que deben satisfacer para cumplir con ambos tipos de clientes.
La satisfacción del cliente es considerada objetivo de prioridad para la gestión de la calidad total.
En primer lugar, basta con aprender a escuchar para poder comprender las necesidades y las expectativas del cliente y de esta forma poder llegar al consenso.
En segundo lugar, basta con diferenciar claramente entre necesidades y expectativas.
Las empresas de servicios pretenden asegurarse de que sus clientes van a recibir servicios con una gran calidad. Por tal motivo, es muy importante que estas identifiquen las expectativas de los clientes. Pero existe una gran diferencia entre la calidad de los servicios y las de los productos, ya que la de los servicios es más difícil de definir y conceptuar. Por esta causa, es importante que el prestador de servicios defina y comunique con claridad las necesidades de los clientes, ya que es él, el que mantiene una relación directa con los clientes que compran o reciben el servicio. 
En todo sistema de procesos, el fin es el mismo: satisfacer al cliente. Independientemente de sus peculiaridades y del tipo de empresa de que se trate, es recomendable someterse a la gestión de la calidad. 
No obstante es común buscar a todas las empresas la coherencia entre el sistema de gestión de calidad y la estructura organizacional de la empresa. Siempre, contando con el compromiso de la dirección de apoyar la política de calidad destinando los suficientes recursos para su gestión, dentro de una mejora constante.
El objetivo principal es la estandarización para así garantizar que el producto o servicio cumplimente los requisitos de calidad estipulados. O, lo que es lo mismo, llevar los procesos siempre al mismo resultado que, por lo general, busca la satisfacción del cliente o, aún mejor, sorprenderlo para así superar sus expectativas y fomentar su fidelizacion.
Gracias a la estandarización también se genera la sensación de confianza en el cliente. Tener la certidumbre de que un determinado producto o servicio va a ser como él espera fomenta la fidelidad y la recomendación que esta lleva implícita.
Al hablar de calidad de servicio y satisfacción del cliente, se utilizan dos términos clave que interesa tener en cuenta:

Servicio:
Cuando hablamos de servicio, no nos referimos solo al servicio básico (por ejemplo el transporte puntual y sin daños en la mercancía) sino a otros múltiples servicios complementarios (información, seguimiento, facilidades de contratación oatención, etc.) que son los que pueden diferenciar a una oferta respecto de su competencia y aumentar la satisfacción del cliente en relación con el servicio recibido.

Cliente:
Es el que recibe el servicio, permite la continuidad del negocio y determina el valor añadido del servicio que se le presta. Pero el cliente no es sólo el que contrata el servicio sino también su receptor último. 
La primera comprobación es que, al hablar de calidad de servicio se está considerando algo más amplio que lo que podría ser un servicio básico, relativamente fácil de medir mediante unos indicadores objetivos. Por ejemplo, puntualidad a la entrega o recogida, número de paletas dañadas, paquetes extraviados, etc.
El principal problema en cualquier enfoque de calidad de servicio es determinar de qué manera se puede medir esta característica para que la organización que lo presta conozca si efectivamente el cliente está recibiendo el servicio que espera recibir y como podría mejorar este aspecto.
El enfoque al cliente obtiene un beneficio medible:
•	Incrementa el número de clientes y con ello los beneficios económicos.
•	Productividad del esfuerzo. Al estar correctamente dirigido y enfocado a datos fiables, los esfuerzos reciben la contraprestación debida.
•	Perfecciona la fidelización de clientes. Los clientes confían en la empresa.
•	Incremento liderazgo en el mercado. Consecuencia de todo lo anterior.
Los aspectos determinantes de la calidad del servicio son importantes a la hora de medir el grado de satisfacción de los clientes.
En las encuestas, la prestación del servicio suele dividirse en componentes (p. e. orden de transporte, organización del servicio, recogida, transporte, entrega, etc.) y a cada componente se le asocian atributos que pueden ser o bien directamente los determinantes de la calidad (estado de los productos, puntualidad en recogidas o entregas, etc.) o bien indirectamente como anteriormente citados u otros que pueden finalmente referirse a ellos.
Por tanto, siempre podremos tener indicadores más o menos agregados del grado en que se alcanzan los determinantes de la calidad y la satisfacción del cliente con el servicio contratado.
Generalmente, el cliente tiene alternadas las necesidades y las expectativas, por tanto, no es nada sencillo llegar a una separación. A la hora de definir los requerimientos, es que una vez definidos, para el cliente son expectativas firmes, que llevaran al punto de referencia que condicionaran la percepción del servicio ofertado. Existe un conjunto de procesos necesarios para establecer un sistema completo de gestión de la satisfacción del cliente con tres procesos clave que tienen como objetivo poder reaccionar y corregir cualquier tipo de insatisfacción que se producen tales como: gestión de quejas, gestión de pérdidas, devoluciones/garantías y un proceso estratégico llamado voz del cliente, que se constituye como a un eje responsable de guiar preventivamente la mejora de actuación de los procesos clave que puedan impactar positivamente o negativamente en el cliente.
En general, el cliente tiene plenamente alternadas las necesidades y las expectativas, por tanto, no es nada sencillo llegar a una separación.
A la hora de definir los requerimientos, es que una vez definidos, para el cliente son expectativas firmes, que llevaran al punto de referencia que condicionaran la percepción del servicio ofertado.
Existe un conjunto de procesos necesarios para establecer un sistema completo de gestión de la satisfacción del cliente, tres son procesos clave que tienen como objetivo poder reaccionar y corregir cualquier tipo de insatisfacción que se producen: gestión de quejas, gestión de pérdidas, devoluciones/garantías y un proceso estratégico llamado voz del cliente, que se constituye como a un eje responsable de guiar preventivamente la mejora de actuación de los procesos clave que puedan impactar positivamente o negativamente en el cliente.
El diseño de la calidad como proceso enfocado al cliente, ha sido denominado como una estrategia de la dirección para la entrega de productos que cumplan con las especificaciones y requerimientos del cliente.
Generar un primer cliente distintivo exige el desarrollo interno y externo de la orientación al cliente.
Para comprender lo importante y necesario que es el cliente en una empresa, se pueden observar los siguientes principios que Karl Albert presenta a continuación: 
• Un cliente es la persona más importante en cualquier negocio. 
• Un cliente no depende de nosotros. Nosotros dependemos de él. 
• Un cliente no es una interrupción de nuestro trabajo. Es un objetivo. 
• Un cliente nos hace un favor cuando llega. No le estamos haciendo un favor atendiéndolo. 
• Un cliente es una parte esencial de nuestro negocio; no es ningún extraño. 
• Un cliente no es sólo dinero en la registradora. Es un ser humano con sentimientos y merece un tratamiento respetuoso. 
• Un cliente merece la atención más comedida que podamos darle. Es el alma de todo negocio.
Se considera que los consumidores individuales tienen diferentes gustos y necesidades, y los artículos que mejor satisfacen sus preferencias son considerados como los que poseen una mayor calidad percibida. Esto refleja, una visión altamente personalizada y subjetiva.
El “ secreto “ es determinar con efectividad, en cada fase del proceso, las necesidades del cliente, después traducir esas necesidades en especificaciones que se pueden lograr, y controlar el proceso para asegurar la conformidad con esas necesidades.
Observando que el cliente es la esencia para conseguir mantenerse en el mercado se puede concluir que es de vital importancia escucharlos y conocerlos, para así satisfacer sus necesidades, expectativas y exigencias y de esta forma poder ofrecerles unos productos y/o servicios con calidad. Conocer lo que el cliente quiere es determinante, y la forma más efectiva es poder anticiparse a lo que ellos desean. Por esta razón es tan importante saber bien lo que los clientes quieren, para predecir sus cambios y deseos convenientemente.
Un mercado es una “ mera reunión de clientes compartiendo necesidades y gustos similiares “.
En una organización, la segmentación es el proceso de clasificar a los clientes en grupos, con necesidades, características y comportamientos similares. Para que la segmentación sea eficaz, el personal de marketing necesita estudiar y evaluar la geografía, demografía, psicografía u otros criterios que caractericen el segmento.
El principal objetivo es satisfacer a los clientes externos pero, para asegurarlo, la organización necesita ordenar su orientación de marketing, tanto interna como externamente, y ofrecer los medios para que ocurra.
Cuando se asesora a los clientes, se debe de tener conocimiento de sus necesidades y requerimientos:
la medida de la calidad del output que se ofrece al suministrador del cliente.
El impacto de cualquier no conformidad.
Los clientes mismos deben buscar activamente la mejora de cualquier producto o servicio suministrado. Esto se perfila muy claramente con el significado de la calidad de servicio.
Héctor Fabio Alban, al referirse a la Gestión de Calidad de Servicio, dice que la calidad de la gestión está muy relacionada con las personas que trabajan en la empresa, es decir su capital humano. No existe la calidad si los trabajadores no están comprometidos con la gestión de la calidad. Cuando existe dentro de una empresa un conjunto de recursos humanos competentes e implicados con la calidad, emerge una gran ventaja competitiva.
Por otra parte, John Tschohl (2001) en su libro “Servicio al cliente” destaca como puntos clave para conseguir una buena calidad enfocada al cliente:
· Compromiso por parte de la dirección. Este prerrequisito es crucial para el éxito de un programa de mejora de la calidad de servicio.
· Mejoras visibles del servicio. Las mejoras en el servicio que los clientes perciben se convierten (para ellos) en señales de que la calidad del producto (tangible o intangible) ha mejorado.
Cuando entre las metas de una organización se encuentra la de garantizar la calidad de sus productos o servicios, se tiene que cerciorar el trabajo y el compromiso del personal para lograr la calidad interna, lo que hace que exista eficiencia y efectividad en todos los procesos internos. Cada persona al hacer su trabajo funciona o se desempeña a la vez como cliente y proveedor.
Desarrollar una “ cultura de servicio al cliente “ crea situaciones que reflejan los problemas de la calidad de servicio, que surgen en los diferentes departamentos cuando reciben quejas de los clientes.
Uno de los principales problemas asociados a la baja calidad del servicio al cliente, es que los departamentos trabajan, con frecuencia, aislados unos de los otros.
El desarrollo de una cultura positiva de servicio al cliente puede, por tanto ofrecer un mecanismo efectivo para unas relaciones interdepantamentales más productivas, así como un consistente y efectivo servicio al cliente. Entender el enfoque y contenido de una cultura de servicio al cliente, significa cambiar comportamientos orientados a la calidad dentro de la organización.
Las reclamaciones son una ventaja importante para una organización.
Las características comunes de las organizaciones destacadas que distribuyen servicios son:
una estrategia bien concebida y aplicada para desarrollar y distribuir coherentemente servicios de calidad.
Personal orientado al cliente, interno y externo
sistemas favorables al cliente, el sistema de distribución está diseñado para distribuir convenientemente el servicio al cliente, más que para conveniencia de la organización.
Una orientación al cliente externo no se consigue sin un enfoque interno, establecido a cambio de una participación del personal y el compromiso de ofrecer un servicio de calidad.
Existen diferentes tipos de Clientes a los cuales la empresa debe prestar atención.
•Cliente externo: es el que esta fuera de la empresa, el que compra los productos o adquiere los servicios que la Empresa genera, en definitiva es el Cliente final de la Empresa.
•Cliente interno: es quien dentro de la Empresa, por su posición en el puesto de trabajo, sea administrativo, ejecutivo u operativo, recibe de otros algún servicio o producto, que debe utilizar para alguna de sus tareas. No se puede departamentalizar el servicio, no obstante, en la Empresa, todos son clientes, todos son productos, todos son proveedores, por tanto, todas las personas que la conforman son la base de la Satisfacción dentro del servicio y de la calidad.
•Clientes Finales: hace referencia a las personas que utilizaran el producto o servicio adquirido a la empresa y que se espera que se sientan satisfechos con ello. También se les denomina usuarios finales o beneficiarios.
•Clientes intermedios: son los distribuidores que hacen que los productos o servicios que provee la empresa estén disponibles para el usuario final o beneficiario del servicio.
En una organización orientada hacia la calidad y el cliente, el plan de marketing dirige la función de marketing como función integradora dentro de la organización.
Al hablar da calidad final de un producto o servicio, no solo hay que tener en cuenta la entrega final que se le hace al cliente. La calidad final engloba también la calidad interna, es decir, aquella existente en cada uno de los procesos que se han realizado. Esto supone que la calidad se construye a través de todos los pasos que intervienen en la prestación del servicio. 
Para una buena satisfacción del cliente, es necesario realizar una medición de las áreas de insatisfacción, que serán mejoras potenciales que se deberán introducir bajo la perspectiva de los clientes. Es necesario hacer esta medición no solamente con los clientes que se han quejado, sino con aquellos a los que se les pudiera haber prestado un servicio no del todo satisfactorio y no se han quejado.
El proceso de medición de la satisfacción del cliente:
clave, la identificació del cliente: atributos de calidad y su importancia
medir ¿ cómo? Preguntando
preguntar, ¿ qué?: por la satisfacción percibida de los atributos de calidad ( lo que el cliente es capaz de percibir )
preguntar, ¿ cuándo?: al finalizar la transacción y/o periódicamente.
Preguntar, ¿ quién?: la persona de contacto con el cliente o como una función empresarial.
Preguntar, ¿ para qué?: para desencadenar sistemáticamente procesos de mejora.
Un ejemplo de enfoque al cliente en la Gestión de la calidad es la iniciativa de la Generalidad de Cataluña y sus “20 casos de éxito en las redes sociales de la Generalitat de Cataluña". La Generalitat trabaja desde hace años para tener una alta presencia en las redes sociales y con ello llegar a un público más joven, mucho más versado en estas tecnologías al mismo tiempo que disponer de una rápida forma de acceso a sus servicios para todos los interesados. Mediante la publicación de “20 casos de éxito en las redes sociales de la Generalitat de Cataluña” podemos ver las prácticas en Gestión de Calidad en las redes sociales que la Generalitat tiene presencia. Cuentas en Twitter, Telegram, Facebook, Flickr, etc. Son las que la Generalitat gestiona con máxima rigurosidad para facilitar un rápido y fiable acceso a los interesados.
La primera guía se publicó en 2010 bajo el nombre de “Guía de redes sociales de la Generalitat de Cataluña” la cual se ha convertido en un referente modelo para distintas empresas y entidades. Desde entonces han sido siete las ediciones basadas en esa guía. 
Los mensajes publicados en las redes sociales gestionadas por la Generalitat se adaptan a las preferencias de los usuarios. Por ello es necesario que adquieran en ciertas ocasiones un lenguaje más familiar, dejando de lado el técnico, para el mejor entendimiento del usuario común. Otro aspecto también muy cuidado es la individual atención al cliente que plataformas como Telegram ofrecen. Mediante esta aplicación la Generalitat puede poner a disposición de sus ciudadanos información que estos requieran de manera casi instantánea gracias a los mensajes de texto. 
Otro ejemplo de buena práctica, que se basa en el principio de gestión de la calidad total de la orientación al cliente es el llamado “Nuevo proceso de admisión escolar: el avance en la libre elección de centro”, realizado por la Administración educativa de la Junta de Castilla y León. Su objetivo es incrementar la libre elección de centro y la igualdad en el acceso para el alumnado, así como la simplificación del proceso y el lanzamiento de la información al ciudadano para transmitir la transparencia el proceso. 
La práctica ha consistido en el rediseño del proceso para la admisión de los alumnos a los centros, y para ello han sido clave cuatro elementos.  La elaboración de un nuevo soporte normativo para un nuevo proceso de admisión. El establecimiento de nuevas “zonas”, ya que debido a la aplicación intensiva de zonificación existía una fuerte limitación de la elección que impedía a alumnos de unas zonas optar por igual a centros de otras. La simplificación de adscripciones entre centros. Y la facilitación de la participación del ciudadano con el objetivo de fomentar la participación responsable en el proceso de admisión. Para ello se ha realizado una definición de la información básica de los centros utilizando textos con un lenguaje sencillo para facilitar la comprensión a la comunidad educativa, para que los ciudadanos sean conocedores de los derechos que tienen para participar en igualdad de oportunidades.
De esta práctica no solo se destaca su innovación, sino también su enfoque social orientado a mejorar el servicio que se presenta al ciudadano.

### Liderazgo y Disciplina
Los líderes de una empresa deben establecer un propósito unificado y una dirección hacia el mismo. Deben apuntar a la creación y al mantenimiento de un ambiente interno en el cual los empleados puedan alcanzar plenamente los objetivos de la calidad de la organización, teniendo en cuenta que si no existe disciplina no habrá coordinación ni orden en una empresa.

### Personas
Las personas en todos los niveles de la organización son esenciales a la misma. Su total involucramiento permite que sus habilidades se aprovechen en beneficio de la organización.

### Enfoque hacia procesos
El resultado deseado puede lograrse cuando las tareas y los recursos relacionados son administrados como un proceso.

### Enfoque de sistemas para las gerencias
La eficiencia y efectividad de una organización para alcanzar en forma exitosa los objetivos de calidad son dados por la identificación, el entendimiento y la gerencia de todos los procesos como un solo sistema. El control de calidad verifica a los recursos en todos los pasos del proceso de producción.

### Mejora continua
Uno de los objetivos permanentes de una organización debe ser la mejora continua de su total desempeño. La mejora continua supone aplicar los resultados de las distintas evaluaciones hechas en la organización a fin de perseguir un continuo progreso en la calidad. Existen hasta tres niveles de mejora continua:
- - Mejoras en el propio producto o servicio que se adapten a las necesidades de los clientes
  - Mejoras en cada uno de los procesos (ventas, compras, fabricación, almacén, etc.)
  - Mejoras en el desempeño del sistema en términos generales que implican la eficacia y eficiencia en el cumplimiento de la política y los objetivos de la organización.[11]

### Enfoque en hechos para la toma de decisiones
Las decisiones efectivas deben siempre estar fundamentadas con análisis de datos e información.

### Relación de mutuo beneficio con proveedores
Como una organización y sus proveedores son interdependientes, debe existir una relación de mutuo beneficio para ambos, de tal manera de brindarse valor agregado.
Estos ocho principios son el fundamento del sistema estándar de gestión de calidad ISO 9001:2008.
Principios claves de la mejora continua
- Compromiso con la calidad: Excelencia en todo aspecto
- Mejorar el enfoque en el cliente: Entender y satisfacer las necesidades de nuestro cliente
- Identificación de la problemática: Analiza y genera oportunidades de
- Genera innovación y creatividad: Ninguna idea es mala, solo se priorizan
- Busca la colaboración y el trabajo en equipo: Objetivos comunes
- Aprendizaje continuo: Aprender de los errores, buscando mejoras
- Medición y evaluación: Recopilar información para generar una frecuencia y utilizarla para mejorar

## Mejoras en Calidad
Existen muchos métodos para mejorar el sistema de gestión de calidad. Estos abarcan mejoras en los productos, en los procesos y basados en los recursos humanos. La siguiente es una lista de métodos de gestión de calidad y técnicas que incorporan y llevan adelante la mejora en los sistemas de calidad:
1. ISO 9004:2008 — Sistemas de Gestión de la Calidad – Directrices para la mejora del desempeño
2. ISO/IEC 15504-4: 2005 — Mejora y evaluación de procesos de desarrollo de software - Parte 4: Guía en el uso para procesos de mejora y procesos de determinación de capacidades
3. Despliegue de la función calidad (QFD) - también conocido como la casa del enfoque de calidad.
4. Kaizen — 改善, "mejora continua" en japonés.
5. Monozukuri, "hacer las cosas bien" en japonés. Es un sistema genérico de producción que busca adaptarse a la cultura e idiosincrasia de cada empresa donde se implementa.
6. Programa del defecto cero — creado por  NEC Corporation de Japón, basado en el Control estadístico de procesos y es uno de los precursores para los inventores de Seis Sigma.
7. Seis Sigma — 6σ, Seis Sigma (Six Sigma en inglés) combina métodos ya establecidos como el control estadístico de procesos, diseño experimental y análisis modal de fallos y efectos (FMEA) en un mismo marco.
8. PDCA — Ciclo planear, hacer, verificar y actuar (en inglés, "plan, do, check, act") para el control de la calidad. (El método de Seis Sigma DMAIC (definir, medir, analizar, mejorar, controlar) puede verse como una aplicación de esto.)
9. Círculo de Calidad — grupo (gente orientada) enfocada a la mejora.
10. Métodos de Taguchi — métodos estadísticos orientados a dar robustez a la calidad, función de pérdida de calidad, y especificaciones.
11. El sistema de producción Toyota — modificada en el occidente a lean manufacturing.
12. Ingeniería kansei — es un acercamiento que se enfoca en captar la retroalimentación emocional de los clientes para estimular la mejora.
13. TQM — (Del inglés, "Total Quality Management") es una estrategia gerencial que apunta a concientizar la calidad en todos los procesos internacionales. Primero se promovió en Japón con el premio Deming que luego fue adoptado en Estados Unidos como el Premio Nacional a la Calidad de Malcolm Baldrige y en Europa como el premio de la Fundación Europea para la Gestión de la Calidad.
14. TRIZ — Acrónimo ruso que significa "Teoría para Resolver Problemas de Inventiva"
15. BPR —  Reingeniería en procesos del negocio (Del inglés, "Business_process_reengineering ") es un enfoque que apunta a optimizar los flujos de trabajo y procesos dentro de una organización.
16. OQRM — Calidad orientada a los objetos y Manejo de riesgos (Del inglés, "Object-oriented Quality and Risk Management"), modelo para el manejo de la calidad y los riesgos.[12]

Los partidarios de cada corriente ha buscado la mejora así como su implementación por ganancias pequeñas, medianas y grandes. Un método simple es el enfoque hacia procesos que forma la base del sistema estándar de gestión de calidad ISO 9001:2008 que deriva de los ocho principios. Thareja escribe sobre los mecanismos y beneficios: "El proceso (competencias) puede estar limitado en palabras, pero no en su aplicabilidad. Mientras cumpla con el criterio de ganancias: en términos de competencias acrecentadas por los que participan; la organización que busca nuevas direcciones para el éxito, verá que la imagen de la marca individual tanto de la gente como la organización, en tiempo, sube. Las competencias las cuales hasta el momento calificaron como menores, serán mejor reconocidas y aclamadas a ser más potentes y fructíferas". Las herramientas más complejas para la mejora de la calidad fueron desarrolladas para empresas a las que originalmente no apuntaban. Por ejemplo, Seis Sigma fue diseñada para la manufactura y se ha implementado en empresas de servicios. Cada corriente y método ha encontrado su éxito así como sus fallas.
Algunos de los diferenciadores más comunes entre el éxito y el fracaso incluyen el compromiso, el conocimiento y la experiencia para guiar la mejora, el alcance del cambio/mejora deseado (cambios tan grandes tienden a fallar más seguido que pequeños cambios) y la cultura de adaptación de las empresas. Por ejemplo, los círculos de calidad no funcionan en muchas empresas (y a veces los gerentes desalientan su implementación), y relativamente pocas empresas que implementan los métodos TQM han ganado un premio nacional de calidad.
Los fracasos del sistema BPR han sido muy citados, así como los de Seis Sigma. Las organizaciones, por lo tanto deben considerar cuidadosamente los métodos de mejora que deberían implementar, y no tener en cuenta todos los listados previamente.
Es importante no subestimar el factor de la gente, como la cultura, al seleccionar el método de mejora de la calidad. Cualquier mojora (cambio) lleva tiempo para implementarse, ganar confianza en la gente y estabilizarse como una práctica aceptada. La mejora debe permitirse pausas entre implementaciones de nuevos cambios para que se estabilice y se verifique su eficacia como una mejora real.
Mejoras que significan un cambio de cultura, llevan mucho más tiempo ya que necesitan superar una resistencia al cambio. Es más fácil y a veces más efectivo trabajar dentro de los límites de una cultura ya establecida y realizar pequeños cambios (Kaizen) que a la larga significan un cambio mayor. El uso de Kaizen en Japón fue la razón principal para la creación de la industria en Japón y su fuerza económica.
Por otro lado, un cambio más radical, sirve cuando una empresa está pasando por una crisis y necesita realizar grandes cambios para sobrevivir. En Japón, la tierra del Kaizen, Carlos Ghosn lideró un cambio de estas características en Nissan Motor Company cuando estaba pasando por una crisis financiera y operativa. Un buen programa de mejora de calidad tiene en cuenta todos los factores para elegir el método más correcto.

## Alcances
Esta gestión incluye planificación, organización y control del desarrollo del sistema y otras actividades relacionadas con la calidad, la implantación de la política de calidad de una empresa requiere un sistema de la calidad, entendiendo como tal el conjunto de estructura, organización, responsabilidades, procesos, procedimientos y recursos que se establecen para llevar a cabo la gestión de la calidad. El sistema de la calidad no deberá extenderse más que a las exigencias para realizar los objetivos de la calidad.

## Plan de desarrollo del sistema
Es necesario editar un plan de desarrollo del sistema de calidad como medio para mostrar la forma de desarrollar un sistema de la calidad que cumpla el propósito y los objetivos acordados. El plan definirá las actividades fundamentales que se van a llevar a cabo, quién las va a ejecutar, cuando van a comenzar y cuando se complementarán. Resulta de gran utilidad plasmar el plan en un diagrama de Gantt, aunque conviene acompañar este con explicaciones sobre papeles de quienes están involucrados y registrar el propósito y los objetivos acordados.

### Críticas
Warzecha (2017) es una de las pocas fuentes mencionadas con respecto a criticar a QM sustancialmente. https://en.wikipedia.org/wiki/Quality_management